# 清水Chika
清水Chika（日语：／ Shimizu Chika，1999年7月13日—），日本年少偶像。
她在神奈川縣出身。所屬事務所為超越4871（アウトラン4871）。

## 簡歷
2012年2月，清水推出了於宿霧島拍攝的寫真DVD《太喜歡Chika了》（ちか好きすぎ）。次月，她跟水野舞合拍的寫真DVD《Pureteen》開售。同年6月，她在巴厘岛拍攝的寫真DVD《看着Chika醬》（ちかチャン みつめて〜）公開。7月，她的寫真DVD《無色》公開。9月，她推出了寫真DVD《Chika醬 好舒服》（ちかチャン　きもちいい），她在當中部分場景中以身穿女僕服、泳衣的姿態去拍攝。
2013年7月20日，清水跟其他偶像一起在香港拍攝的特別節目《心跳不已Water Girl》（ときめきウォーターガール）於專業頻道上播映。
此外，清水亦在雜誌《Chu→Boh》 第78期和第175期上登場。

## 人物
清水身邊的人經常形容她「開口時像個孩子，不開口則像個大人」。曾跟清水於寫真DVD《Pureteen》中共演的水野舞形容她「天性溫柔可愛」。
她擅長的科目是音樂和體育。清水在快要升上初中時表示，自己想加入初中的網球部。

## 外部連結
- 清水ちか - アウトラン4871 （页面存档备份，存于）
- 清水ちか オフィシャルブログ「COLOR」，存于（官方部落格）